# Eduardo Valdez Basso
Eduardo Valdez Basso, noto anche con lo pseudonimo di Morruga (Porto Alegre, 5 settembre 1961), è un allenatore di calcio a 5 ed ex giocatore di calcio a 5 brasiliano.

## Carriera
Utilizzato nel ruolo di esterno, Morruga ha partecipato alla spedizione brasiliana al Campionato mondiale di calcio a 5 maschile 1985 in Spagna dove i verdeoro si sono confermati campioni del mondo. Si tratta dell'unica rassegna mondiale disputata dal giocatore brasiliano. Con la divisa della Nazionale brasiliana AMF ha realizzato in totale 73 reti.